# Łysa Góra
Łysa Góra [ˈwɨsa ˈɡura] (Plešasta gora; znana tudi kot Łysiec ali Święty Krzyż) je dobro poznano hribovje v Świętokrzyskie gorah na Poljskem. Z višino 595 metrov je druga najvišja točka v tem območju (Łysica (612 m)) . Na njenem pobočju in na vrh vodi več pohodniških poti, tu so ruševine poganskega zidu iz 9. stoletja, benediktinski samostan Święty Krzyż iz 11. stoletja (uničen med drugo svetovno vojno, zdaj delno obnovljen) in TV stolp Święty Krzyż. Gora se pojavi tudi v lokalni legendi o čarovnicah.

## Lega
Łysa Góra, sestavljena predvsem iz kremenčevih in kambrijskih skrilavcev, leži na vzhodnem delu območja Łysogóry in je drugi najvišji vrh večjih Świętokrzyskie gorah (prvi Łysica). Odmeven vrh v nacionalnem parku Świętokrzyski je pomembna točka mnogih razglednih poti v regiji. Tu se začne modra pohodna pot do Pętkowice, prečka pa jo rdeča pohodna pot od Gołoszyce do Kuźniakija.

## Znamenitosti
V času prazgodovine na Poljskem je bila Łysa Góra verjetno sveta gora in prizorišče poganskega kultnega templja bogov, ki ga omenjajo Analih Jana Długosza. V zgornjem delu hriba so ostanki kultnega nasipa, ki obdaja vrh hriba v obliki črke U, dolg približno 1,5 km in visok 2 m.  Verjetno je bil postavljeni v 9. do 10. stoletju iz številnih blokov kvarcita, ki so našli tukaj. Tempelj je bil po pokristjanjenju Poljske opuščen. Legenda o čarovniškem sabatu je verjetno povezana s starim kultom.
Na mestu poganskega templja je bil ustanovljen benediktinski samostan svetega Križa (Święty Krzyż) (po legendi ga je ustanovil leta 1006 poljski kralj Boleslav Hrabri, vendar večina virov navaja 11. stoletje). Samostan je dobil ime po drobcu Kristusovega križa, ki naj bi bil tam shranjen, in ga je v 11. stoletju podaril sv. Emerik, sin Stefana I., madžarskega kralja. Od takrat je postalo eno najpomembnejših poljskih svetišč in destinacija številnih romanj.
V času vladavine rodbine Jagielo je bilo najpomembnejše versko svetišče v Kraljevini Poljski. Władysław Jagiełło ga je obiskal sedemkrat, tam je bil kralj Kazimierz Jagiellończyk, desetkrat kralj Zygmunt Stary, trikrat kralj Zygmunt August.
Samostan je bil v svoji zgodovini večkrat oropan, porušen in obnovljen, najpomembnejše uničenje pa se je zgodilo v 19. in 20. stoletju. Leta 1819 so z odlokom primasa na podlagi bule papeža Pija VII. stavbe samostana predali v last Kraljevine Poljske. Po delitvi Poljske je stavbo leta 1819 prevzel Ruski imperij in jo preuredil v zapor. Delno je bil obnovljen v medvojnem obdobju, ko je Poljska ponovno pridobila neodvisnost, a jo je prevzela nacistična Nemčija in uporabila kot koncentracijsko taborišče in usmrtitve sovjetskih vojnih ujetnikov (tukaj jih je umrlo približno 6000). Nato je poljska komunistična vlada stavbo prenesla v Świętokrzyski narodni park, ki je obnovil njegove dele. Trenutno ima park v nekaterih stavbah muzej, del pa je prevzel drug verski inštitut (Misijon oblati Marije Brezmadežne). 
Kompleks benediktinskega samostana obsega štirikotnik samostanskih zgradb iz 14. do 15. stoletja, zgodnjebaročno Olešniško kapelo in poznobaročno-klasicistično cerkev. Cerkev je prvotno imela stolp, ki je bil porušen med vojno. Zahodno baročno krilo meji na zahod (danes Muzej narave in gozdov PNP), na vzhodu pa baročni zvonik in vrata iz 18. stoletja.
Samostan, čeprav je zdaj zlata doba že mimo, je dobil ime po območju Svetokriškega gorovja in tudi Świętokrzyskiem vojvodstvu. Samostan ima tudi nekaj mumificiranih teles; o enem od njih se govori (vendar ni potrjeno), da pripada princu Jeremiju Wiśniowieckiju. Ostanki so na voljo za ogled. V podzemlju si zasluži pozornost tudi mumificirano truplo neznanega januarskega upornika iz leta 1863.
Druga pomembna zgradba, najdena na hribu, je TV stolp Święty Krzyż; najvišji prostostoječi TV stolp na Poljskem. Zgrajen leta 1966, je 157 metrov visok betonski stolp.
Sovjetski ujetniki, ki so jih nacisti pogubili, so pokopani v množičnem grobu blizu vrha. Na dnu hriba je spomenik Poljakom, ki so umrli v katinskem pokolu.